# Щириця Палмера
{{#ifeq:0|0|{{#if:|{{#if:Amaranthuspalmeri|[[]}}|}}}}
Щириця Палмера (Amaranthus palmeri) — вид трав'янистих рослин родини амарантові (Amaranthaceae). Батьківщиною є південний захід США та північ Мексики, широко натуралізований вид.

## Опис
Однорічна рослина гола або майже. Стебла випрямлені, розгалужені, зазвичай (0.3)0.5–1.5(3) м. Стебла та листки зеленого кольору, частково червонуваті або рожеві. Листя: черешок розміром з пластину; пластина від зворотнояйцеподібної або ромбічно-обрізаної до еліптичної проксимально, іноді ланцетні дистально, 1.5–7 × 1–3.5 см; основи листків від широко до вузько клиноподібні; поля цілі, плоскі; верхівки від тупих до гострих, зазвичай з коротким загостреним кінчиком.
Суцвіття кінцеві, від лінійних колосів до волотей, зазвичай схилені вниз, іноді підняті, особливо молоді, з кількома пахвовими скупченнями, безперервні або переривані в проксимальній частині рослини. Маточкові квіти: листочки оцвітини 1.7-3.8 мм. Тичинкові квіти: листочків оцвітини 5, нерівні, 2-4 мм. Насіння від темно-червонуваио-коричневого до коричневого кольору, діаметр 1–1.2 мм, блискуче.

## Поширення
Батьківщиною рослини є південний захід США та північ Мексики. Рослина натуралізована в Європі, Азії, Австралії, США, Онтаріо (Канада) і на Мадейрі (Португалія).

## Використання
Листя, стебла та насіння є їстівними і дуже поживними. Корінні американці широко культивували рослину. Однак,  A. palmeri має тенденцію поглинати надлишок азоту з ґрунту; якщо її вирощувати в надмірно удобреному ґрунті, то може містити надмірні рівні нітратів. Листки містить щавлеву кислоту, яка може бути шкідливою для людей з проблемами нирок, якщо споживати у надлишку.